# Palnatoki
Palnatoki (przełom X i XI wieku) – wiking fioński (duński), wódz Jomswikingów, postać znana z kroniki Gesta Danorum Saxo Grammaticusa. Kwestią nierozstrzygniętą jest, czy Palnatoki jest postacią historyczną, czy fikcyjną, choć badacze obecnie skłaniają się raczej ku tej drugiej opcji.
Jak podają późne źródła, Palnatoki wychowywał syna Haralda Sinozębego – Swena Widłobrodego. Był zwolennikiem starej pogańskiej religii i podburzał Swena przeciw ojcu, który wprowadzał w Danii chrześcijaństwo. Doprowadził do zbrojnego konfliktu ojca z synem i (według niektórych podań) sam zabił Haralda.
Pochodzenie Palnatokiego jest niejasne. Nie jest to imię nordyckie. Prawdopodobnie Palnatoki to zdrobnienie od „Toke Pallesen”, co wywodzone jest od „den polske toke/tolke” („polski tłumacz” lub „mówiący po polsku”).
Wszystko jednak wskazuje, że była to postać fikcyjna, a jej pierwowzorem mógł być Toke Gormsson, młodszy brat Haralda Sinozębego, znany z napisów runicznych z X wieku i z podbicia Skanii.